# Могилица
Могилица (болг. Могилица) — село в Болгарии. Находится в Смолянской области, входит в общину Смолян. Население составляет 381 человек. Могилица расположена на реке Арда в Родопах, в 30 км к юго-западу от города Смолян.

## Политическая ситуация
В местном кметстве Могилица, в состав которого входит Могилица, должность кмета (старосты) исполняет Митко Минчев Чочев (Болгарская социалистическая партия (БСП)) по результатам выборов правления кметства в 2011 году и в 2007 году.

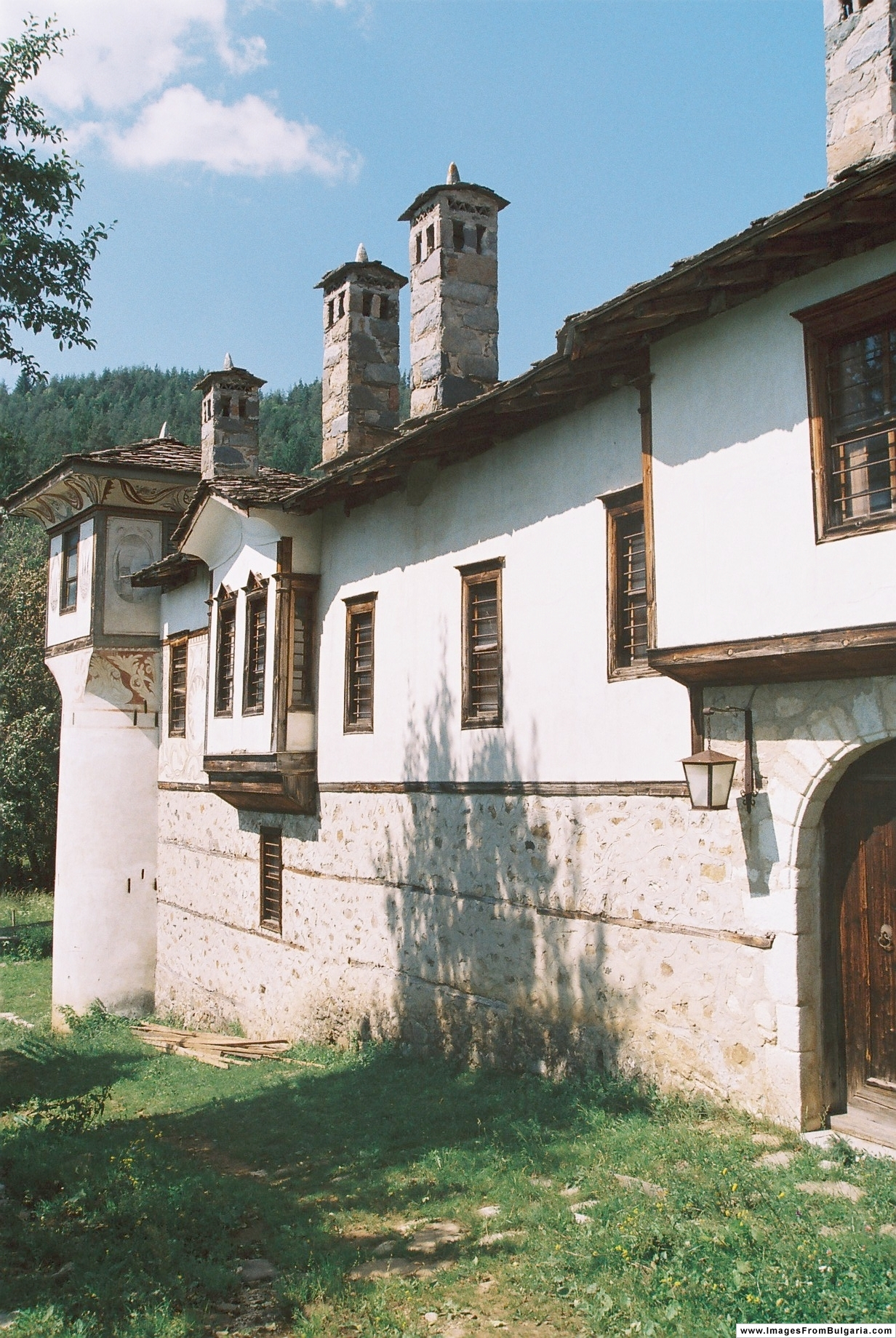